# Lycée français de Chicago
Le Lycée français de Chicago (LFC)  est un établissement scolaire polyvalent dans le quartier de Lincoln Square à Chicago, États-Unis,.
Le lycée fut créé en 1995. Il accueille aujourd'hui plus de 760 élèves, de la maternelle à la terminale (2024). Il s'agit d'un établissement privé appartenant au réseau scolaire français, à but non lucratif dont le programme enseigné, conforme à celui de l'Éducation nationale, est dispensé dans les deux langues, français et anglais. Le Lycée français de Chicago fait partie de l'Agence pour l'enseignement français à l'étranger (AEFE), un organisme chargé du suivi et de l’animation du réseau des établissements d'enseignement français à l'étranger.
Créé par un groupe de parents français et américains, avec l'aide financière d'entreprises françaises et le soutien du Consulat de France à Chicago, il fait partie de l'Association des Écoles privées du Lac Michigan (EPLM), de la Coalition des Écoles privées de l'Illinois (CEPI), ainsi que de l'Association des Écoles françaises en Amérique du Nord (AEAN), accrédité par l'Association des Écoles privées des États du Midwest (AEPEMW).

## Campus
Dans une logique d'extension, le Lycée a emménagé en 2015 dans un nouveau campus, dans le quartier de Ravenwsood.
Le lycée a eu son ancien campus dans le secteur d'Uptown à Chicago,.

## Cursus
L'école a un programme structurel mandaté par le ministère français de l'Éducation et un programme d'anglais développé en utilisant les directives du Conseil national des enseignants d'anglais et de l'État de l'Illinois.
L'enseignement est dispensé en français et en anglais. Ainsi, les élèves évoluent dans un environnement bilingue et multiculturel.
Le cursus est conforme au système français. Il est divisé en subdivisions qui correspondent à peu près à celles du système scolaire américain: prématernelle, maternelle et jardin d'enfants, école primaire (1ère à 5e année), collège (6e à 9e année) et lycée (10e à 12e année).
Les années de lycée, ainsi que le cursus dans son ensemble, préparent les élèves à l'examen du Baccalauréat général français et à l'option Baccalauréat français international (BFI). Avec le baccalauréat, les étudiants du Lycée Français de Chicago intègrent chaque année des universités sélectives, aux États-Unis ou en Europe, telles que l'Université de Chicago, l'Université Yale, le Massachusetts Institute of Technology (MIT), Harvard mais aussi London School of Economics, l'Université Panthéon-Assas ou encore l'École polytechnique,.

## Sports

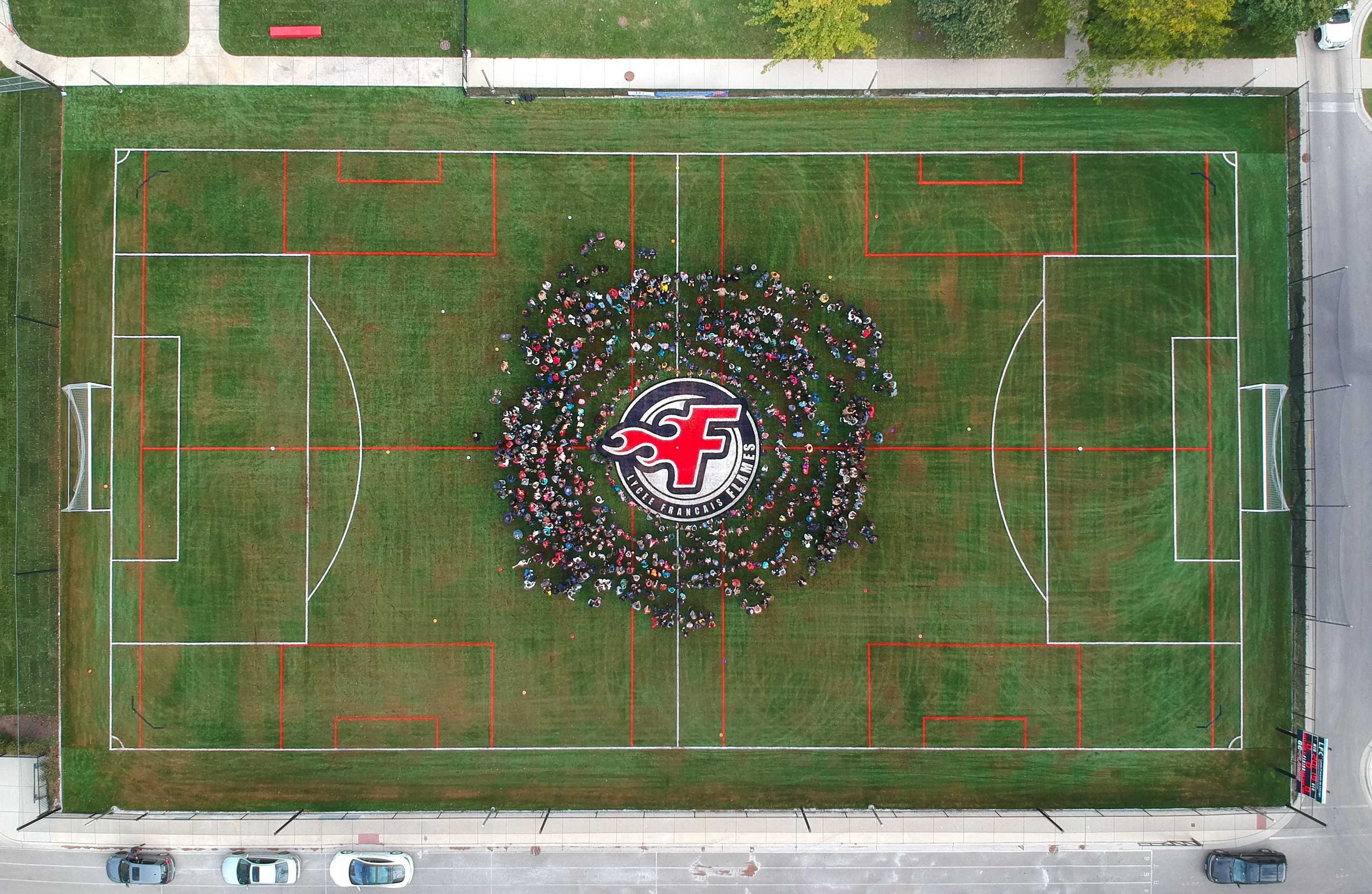
Terrain en gazon synthétique du Lycée français de Chicago

Le Lycée français de Chicago est également actif au niveau sportif. Nommées les "Flames", les équipes du lycée défendent les couleurs de l'établissement dans de nombreuses disciplines telles que le football, le basket-ball ou encore le volley-ball.
L'école dispose notamment d'un grand terrain de football en gazon synthétique, situé au sein-même de son campus.